# Alexander ALX300
Alexander ALX300 — коммерческий автобус большого класса производства Walter Alexander Coachbuilders, предназначенный для эксплуатации в странах с левосторонним движением. Вытеснен с конвейера моделью Alexander Dennis Enviro300.

## История
Автобус Alexander ALX300 впервые был представлен в 1997 году. Всего было выпущено 749 экземпляров.
За основу автобуса были взяты шасси MAN 18.220 (576 экземпляров), Volvo B10BLE (110 экземпляров) и DAF SB220 (63 экземпляра).
Производство завершилось в 2007 году.